# Distribució F no central
En Teoria de Probabilitat i Estadística, la distribució F no central és una distribució de probabilitat contínua que és una generalització de la distribució F (ordinària), que s'obté com la distribució del quocient entre una variable amb distribució khi quadrat no central i una variable amb distribució khi quadrat (ordinària), cadascuna dividida pels seus graus de llibertat, i ambdues independents.
Aquesta distribució s'utilitza per trobar la funció de potència en diversos contrast d'hipòtesis, com en els de l'Anàlisi de la variància. La referència bàsica d'aquesta pàgina és Johnson et al.

## Definició, funció de densitat i funció de distribució
Sigui {\displaystyle X\sim \chi _{\nu _{1}}^{2}(\lambda )} una variable aleatòria khi quadrat no central amb {\displaystyle \nu _{1}>0} graus de llibertat i paràmetre de no centralitat {\displaystyle \lambda \geq 0} i {\displaystyle Y\sim \chi _{\nu _{2}}^{2}} una variable aleatòria khi quadrat amb {\displaystyle \nu _{2}>0} graus de llibertat, {\displaystyle X} i {\displaystyle Y} independents. Aleshores es diu que la variable
{\displaystyle F={\frac {X/\nu _{1}}{Y/\nu _{2}}}}
segueix una distribució F no central amb {\displaystyle \nu _{1}} i {\displaystyle \nu _{2}} graus de llibertat i paràmetre de no centralitat {\displaystyle \lambda } , i s'escriu {\displaystyle F\sim F(\nu _{1},\nu _{2};\lambda )}. La funció de densitat de probabilitat (pdf) de la distribució F no central és
{\displaystyle f(x)=e^{-\lambda /2}\sum _{j=0}^{\infty }{\frac {(\lambda /2)^{j}}{j!\,B\left({\frac {\nu _{1}}{2}}+j,{\frac {\nu _{2}}{2}}\right)}}\left({\frac {\nu _{1}}{\nu _{2}}}\right)^{{\frac {\nu _{1}}{2}}+j}\left({\frac {\nu _{2}}{\nu _{1}x+\nu _{2}}}\right)^{{\frac {\nu _{1}+\nu _{2}}{2}}+j}x^{{\frac {\nu _{1}}{2}}+j-1},\quad x>0,}
on {\displaystyle B(x,y)} és la funció beta. Reordenant els termes es pot escriure {\displaystyle f(x)=e^{-\lambda /2}\sum _{j=0}^{\infty }{\frac {(\lambda /2)^{j}}{j!}}\,{\frac {\nu _{1}^{{\frac {\nu _{1}}{2}}+j}\nu _{2}^{\frac {\nu _{2}}{2}}}{B{\Big (}{\frac {\nu _{1}}{2}}+j,{\frac {\nu _{2}}{2}}{\Big )}}}{\frac {x^{{\frac {\nu _{1}}{2}}+j-1}}{{\big (}{\nu _{1}x+\nu _{2}}{\big )}^{{\frac {\nu _{1}+\nu _{2}}{2}}+j}}},\quad x>0,}
Observació. D'aquesta expressió es dedueix que la distribució {\displaystyle F(\nu _{1},\nu _{2};\lambda )} és una mixtura de distribucions de probabilitat; concretament, la component {\displaystyle j}, {\displaystyle j=0,1,\dots } , és la distribució d'una variable aleatòria de la forma {\displaystyle {\tfrac {\nu _{2}}{\nu _{1}}}H_{\nu _{1}+2j,\nu _{2}}} on {\displaystyle H_{\nu _{1}+2j,\nu _{2}}} és el quocient de dues variables khi quadrat independents, el numerador amb {\displaystyle \nu _{1}+2j} graus de llibertat i el denominador amb {\displaystyle \nu _{2}}; els pesos venen donats per una distribució de Poisson de paràmetre {\displaystyle \lambda /2} . Cal notar que {\displaystyle {\tfrac {\nu _{2}}{\nu _{1}}}H_{\nu _{1}+2j,\nu _{2}}} no té una distribució F {\displaystyle F(\nu _{1}+2j,\nu _{2})}.
La funció de distribució és{\displaystyle F(x)=e^{-\lambda /2}\sum \limits _{j=0}^{\infty }{\frac {(\lambda /2)^{j}}{j!}}\,I_{m(x)}{\bigg (}{\frac {\nu _{1}}{2}}+j,{\frac {\nu _{2}}{2}}{\bigg )},\quad x\geq 0,}on {\displaystyle m(x)=\nu _{1}x/(\nu _{1}x+\nu _{2})} i {\displaystyle I_{\alpha }(a,b)} és la funció beta incompleta regularitzada, i {\displaystyle F(x)=0} si {\displaystyle x<0}.

## Moments. Esperança i variància
Sigui {\displaystyle F\sim F(\nu _{1},\nu _{2};\lambda )} . Aleshores {\displaystyle F} té moment d'ordre {\displaystyle k} si i només si {\displaystyle k<\nu _{2}/2}. En aquest cas, {\displaystyle E[F^{k}]={\Big (}{\frac {\nu _{2}}{\nu _{1}}}{\Big )}^{k}\,{\frac {\Gamma {\big (}{\frac {\nu _{2}}{2}}-k{\big )}}{\Gamma {\big (}{\frac {\nu _{2}}{2}}{\big )}}}e^{-\lambda /2}\sum _{j=0}^{\infty }{\frac {(-\lambda /2)^{j}}{j!}}\,{\frac {\Gamma {\big (}{\frac {\nu _{1}}{2}}+j+k{\big )}}{\Gamma {\big (}{\frac {\nu _{1}}{2}}+j{\big )}}}.}

En particular, si {\displaystyle \nu _{2}>2}, llavors {\displaystyle F} té esperança i val {\displaystyle E[F]={\frac {\nu _{2}(\nu _{1}+\lambda )}{\nu _{1}(\nu _{2}-2)}}.}Si {\displaystyle \nu _{2}>4}, llavors {\displaystyle F} té moment de 2n. ordre que val
{\displaystyle E[F^{2}]={\frac {\nu _{2}^{2}}{\nu _{1}^{2}}}\,{\frac {(\nu _{1}+\lambda )^{2}+4\lambda +2\nu _{1}}{(\nu _{2}-2)(\nu _{2}-4)}}.}
La variància és{\displaystyle {\text{Var}}(F)=2{\bigg (}{\frac {\nu _{2}}{\nu _{1}}}{\bigg )}^{2}{\frac {(\nu _{1}+\lambda )^{2}+(\nu _{1}+2\lambda )(\nu _{2}-2)}{(\nu _{2}-2)^{2}(\nu _{2}-4)}}.}